# 马尔科姆和玛丽
《马尔科姆和玛丽》是一部於2021年上映的美国黑白劇情片，由萨姆·李文森编剧并执导。该片由約翰·大衛·華盛頓和赞达亚主演。
该片计划于2021年1月在部分影院上映，然后于2021年2月5日在串流媒體Netflix上线。

## 剧情
影片讲述了一个电影人和女友参加完电影首映庆功会之后的故事。

## 演員
- 赞达亚 饰演 玛丽
- 約翰·大衛·華盛頓 饰演 马尔科姆

## 製作
2020年7月，約翰·大衛·華盛頓和赞达亚宣布加入该片的演员阵容，萨姆·李文森根据自己6天内完成编写的剧本执导。影片拍摄于COVID-19大流行期间（6月17日到7月2日），当时莱文森和赞达亚都参与了HBO的電視劇《高校十八禁》，该节目因疫情而暂停拍摄。拍摄完全在加州卡梅尔的私人住宅 "卡特彼勒之家 "进行。影片遵循了当地COVID-19的安全协议，包括在拍摄期间，全体演员和工作人员都被隔离，以及在拍摄前后两周，每天检查体温，并加强卫生措施等。影片采用黑白35毫米胶片拍摄。

## 發行
2020年9月，Netflix以3000万美元的价格获得了该片的发行权，超过了HBO、A24和探照灯影业等公司的竞标价。该片在1月于部分影院上映后，于2021年2月5日上线。